# هاینریش برلوئر

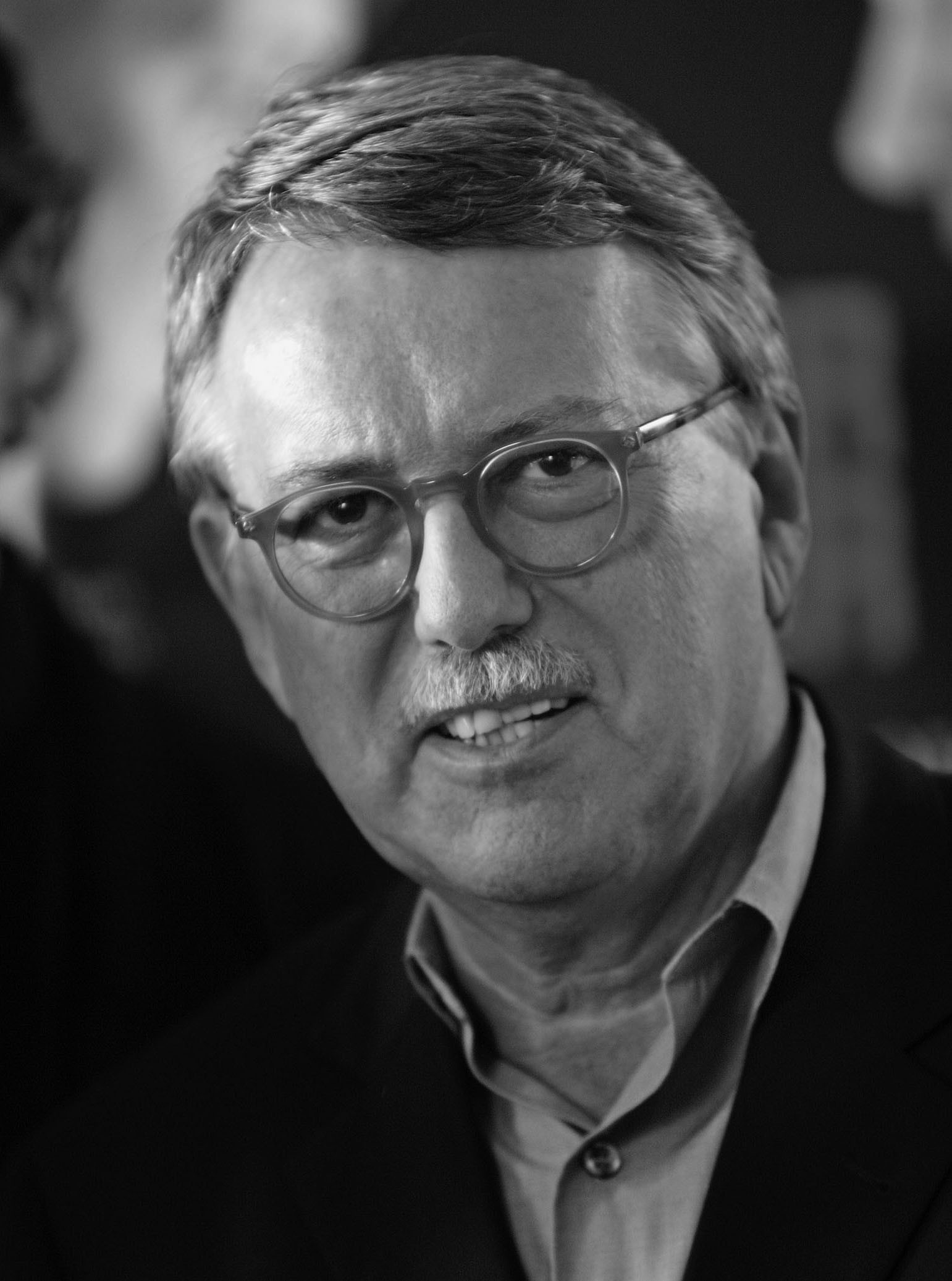
2005

هاینریش برلوئر (م ۱۹۴۲ در گلزنکیرشن) کارگردان و نویسنده آلمانی است. او غالباً در زمینه مستند درام در خصوص تاریخ آلمان فعالیت کرده و جوایز بسیاری برنده شده است.